# Rode maan
Rode maan is het 30ste stripalbum uit de reeks Lefranc, bedacht door Jacques Martin, geschreven door François Corteggiani en getekend door Christophe Alvès. De inkleuring werd verzorgd door Bonaventure.
De eerste publicatie was ook meteen het eerste album. Het album werd op 19 juni 2019 uitgegeven door uitgeverij Casterman als softcover met nummer 30 in de serie Lefranc.
De recensies zijn redelijk positief, al wordt het een standaard verhaal gevonden zonder veel inhoud. 
Onder meer de verwijzing naar het Kuifje-album Raket naar de maan wordt gewaardeerd.

## Het verhaal
Het is 1959. De ruimtewedloop is in volle gang. Een Russische spion wordt gedood op de Amerikaanse ruimtevaartbasis.
Journalist Guy Lefranc interviewt de Duitse ingenieur Messner, die in de Tweede Wereldoorlog aan de V1 werkte. Hij treft er ook een Franse televisieploeg aan, waar ook Axel Borg toe blijkt te behoren.
Lefranc krijgt later bij het zien van archieffoto's echter het vermoeden dat hij niet met de echte ingenieur heeft gesproken en gaat 's avonds terug naar het huis van de ingenieur. Lefranc wordt daar overmeesterd door de CIA. De CIA wil dat Messner hen helpt in de ruimtewedloop, maar de Russen was de CIA voor en plaatsten er een valse ingenieur om de Amerikanen om de tuin te leiden.
De valse Messner onthult dat de echte Messner naar een ruimtebasis in Noord-Korea is gebracht. 
De CIA brengt er een kleine eenheid naar toe en Lefranc gaat met hen mee. Zodra Lefranc echter de basis heeft bereikt wordt hij gevangengenomen door Borg. Borg staat toe dat hij praat met Messner. Het project waaraan deze moet werken heeft als codenaam 'rode maan'. Hij vertelt dat hij Borg verdenkt van dubbel spel en dat deze de basis in de handen van de Chinezen wil spelen.
De Russen luisterden mee en Borg wordt onschadelijk gemaakt. De Chinezen vallen vervolgens de basis aan, waarop de CIA Lefranc en de zijnen te hulp schiet. Uiteindelijk wordt de basis vernietigd, maar Messner wordt dodelijk getroffen. Zijn werk wordt door Lefranc meegenomen naar Amerika waar het leidt tot het bouwen van de lunar excursion module.